# スティーブ・ニコル
スティーブ・ニコル（Steve Nicol、 1953年5月6日 - ）は、スコットランド出身の元サッカー選手、サッカー指導者。リヴァプールのレジェンド
1981-82シーズンにリヴァプールに加入、1993-94シーズンまで在籍した。リヴァプールでは通算468試合出場46ゴール。1983-84シーズン、UEFAチャンピオンズカップ決勝のASローマ戦ではクレイグ・ジョンストンとの交代で出場、PK戦でPKを失敗したが、チームは優勝を果たした。1987-88シーズン、ニューカッスル・ユナイテッド戦ではハットトリックを決めるなど、7試合終了時で7ゴールを決め、DFながら一時得点ランキングトップに立った。1988-89シーズンにはFWA年間最優秀選手賞を受賞した。
リヴァプール退団後はシェフィールド・ウェンズデイなどでプレーした。

## タイトル

### 選手時代
リヴァプールFC
- ファーストディヴィジョン：4回（1982-83，1985-86、1987-88、1989-90）
- FAカップ：3回（1985-86、1988-89、1991-92）
- FAチャリティ・シールド : 1回（1989）
- イングランド・スーパーカップ（1985）
- UEFAチャンピオンズカップ：1回（1983-84）

個人
- FWA年間最優秀選手賞：1回（1988-89）

### 指導者時代
ニューイングランド・レボリューション
- スーパーリーガ：1回（2008）
- USオープンカップ：1回（2007）

個人
- MLS年間最優秀監督：1回（2002）